# Justicia cuicatlana
Justicia cuicatlana är en akantusväxtart som beskrevs av T.F Daniel. Justicia cuicatlana ingår i släktet Justicia och familjen akantusväxter. Inga underarter finns listade i Catalogue of Life.